# Hökuggla
Hökuggla (Surnia ulula) är en fågel som tillhör fågelfamiljen ugglor, där den som enda levande art placeras i släktet Surnia. Hökuggla förekommer i norra Nordamerika, Europa och Asien. Den är delvis dagaktiv och lever av små gnagare och fåglar. IUCN kategoriserar den som livskraftig.

## Utseende och läte
Hökuggla är 35–43 centimeter lång och har ett vingspann på 69–82 centimeter. Hannar väger i genomsnitt ungefär 270 gram och honor 320 gram. I flykten har den med sin långa stjärt och vingform en höklik silhuett vilket gett den dess trivialnamn. Dock har den ett proportionellt större huvud än hökarna men i jämförelse med många ugglor ett ganska litet och runt huvud. Den har gul iris och ljusgul näbb. Ögonkransarna är vita, med svarta borst. Huvudet och halsen är svartaktiga på ovansidan, med vita fläckar. För övrigt är den brun på ovansidan, med vita fläckar och vit på undersidan, med mörka tvärlinjer. Vingpennorna är bruna, med vita fläckar. Stjärten är brun med vita tvärband. Juvenilen är något mer gråbrun och har inga tydliga linjer på undersidan.

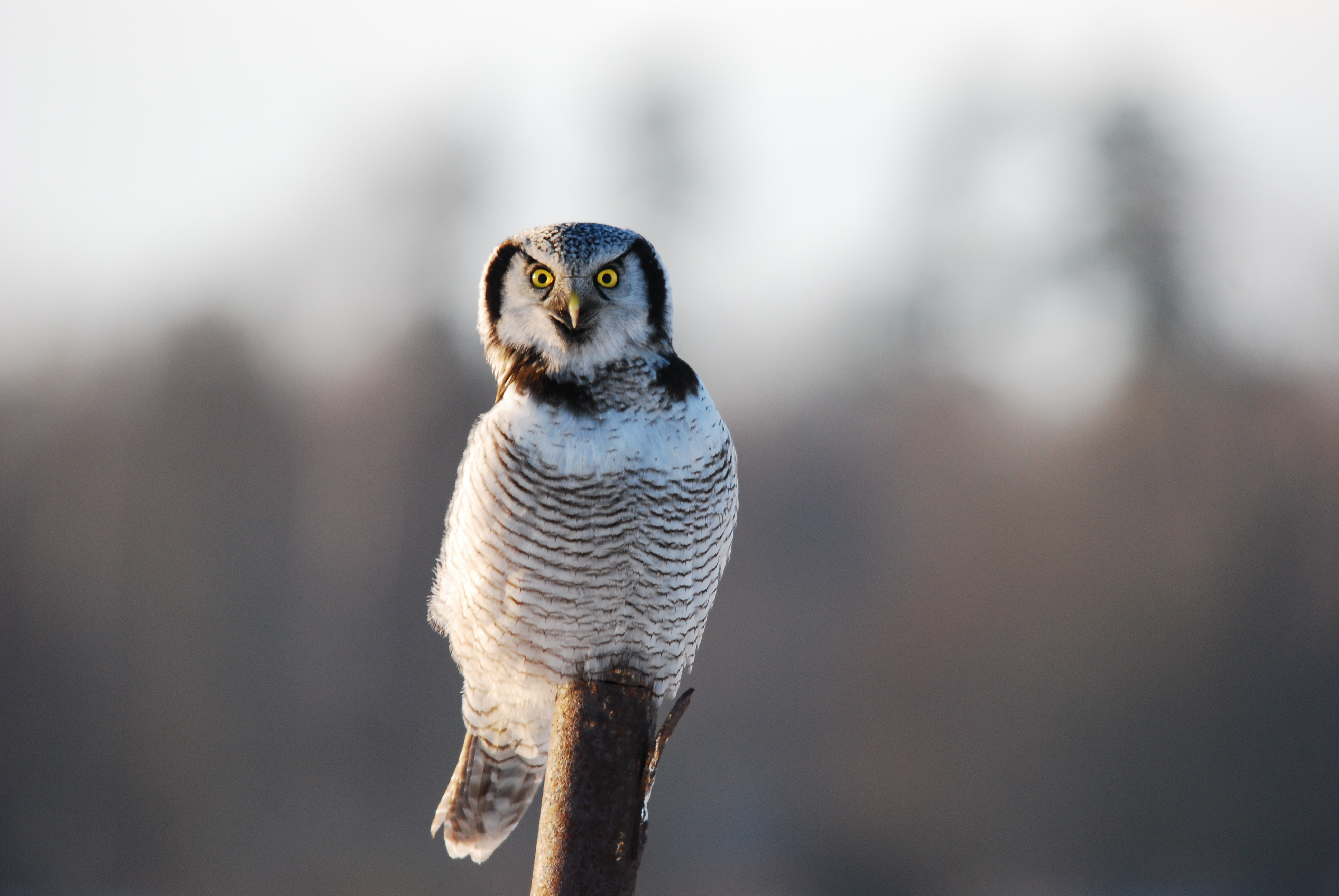

Liksom andra ugglor har hökugglan en rad ganska olika läten. Fågeln sjunger under parningsleken med öppen näbb och reser fjäderdräkten under näbben. Den vippar upp och ned med stjärten och rör sig ryckigt i träden. Sången som hannen utstöter för att markera revir är distinkt och liknar ett rullande ”ho ho hoho y y yyyyyy”. Detta rop börjar jämförelsevis lågmält och stiger i ljudstyrka. Om ett par träffas är sången kortare och utförs ibland i duett. Under parningsleken har honan ett tiggläte vilket påminner om ett hest ”chät”. Ungarnas rop när de tigger om mat är däremot ett ”tschschui-epp”. Läten för att skrämma bort fiender och vid strider mellan artfränder är fräsanden eller klappranden med näbben.

## Utbredning och systematik
Hökugglan förekommer i de norra delarna av Nordamerika, Asien och Europa. Den delas vanligtvis in i tre underarter med följande utbredning:
- Surnia ulula caparoch – förekommer från Alaska till Kanada, Newfoundland och nordligaste USA
- ulula/tianschanica-gruppen
  - vanlig hökuggla[6] Surnia ulula ulula – förekommer i norra Eurasien
  - Surnia ulula tianschanica – förekommer från Centralasien till nordvästra och nordöstra Kina samt Mongoliet

### Förekomst i Sverige
I Sverige är den en häckfågel från norra Värmland, mellersta Dalarna och västra Hälsingland och norrut. Den kan dock uppträda längre söderut som strykfågel under höst och vinter. 

### Släktskap
Hökugglan placeras i det egna släktet Surnia. Genetiska studier visar att den står nära sparvugglorna, faktiskt inbäddad i det släktet. Dessa resultat har dock ännu inte lett till några taxonomiska förändringar.

## Ekologi
Hökugglan uppträder normalt i barrskog och gärna i kanten mot öppnare områden som myrar, hyggen, kraftledningsgator, brandfält och liknande. Den hittas även i fjällbjörkskog. Fågeln är delvis dagaktiv och huvudfödan utgörs av små gnagare och mindre fåglar. Den sitter och spanar efter byte. När den upptäckt något flyger den mycket snabbt fram och fångar det. Hökugglan har god hörsel och det händer att den fångar gnagare som rör sig inne i snö.

### Häckning
Hökugglan placerar sitt bo i ihåliga träd eller använder bon som andra fåglar övergivit, främst spillkråka. Den har även påträffats häcka i knipholkar, sällsynt också i risbon av rovfåglar och kråkfåglar. Häckningen inleds i mars och ungarna lämnar boet i maj eller juni. Ungarna stannar kvar i nära boet och matas av föräldrarna under ett par veckor. Under tiden klättrar de upp i närliggande träd, där de övar för att bli flygkunniga.

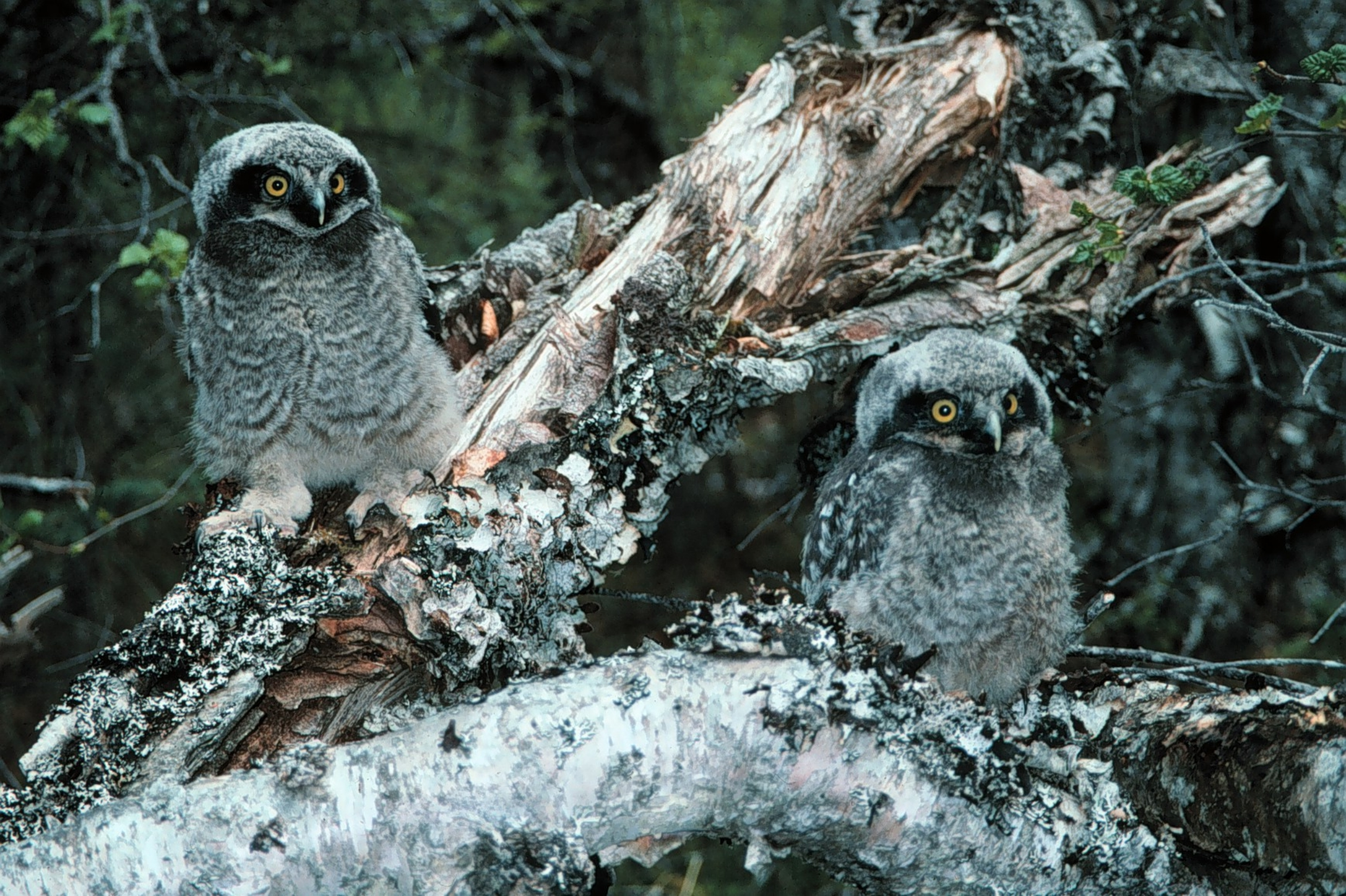
Ungar.

## Hökugglan och människan

### Status och hot
Arten har ett stort utbredningsområde och en stor population med stabil utveckling. Utifrån dessa kriterier kategoriserar IUCN arten som livskraftig (LC). Världspopulationen uppskattas till mellan 100 000 och en halv miljon vuxna individer, varav det i Europa tros häcka 10 400–53 900 par..

#### Status i Sverige
I Sverige anses hökugglan ha en stabil och livskraftig population. Beståndet varierar starkt beroende på födotillgång, från 2 200 till 28 000 häckande individer.

### I kulturen
Hökugglan är Jämtlands landskapsfågel.